# Hendrik XVI van Beieren

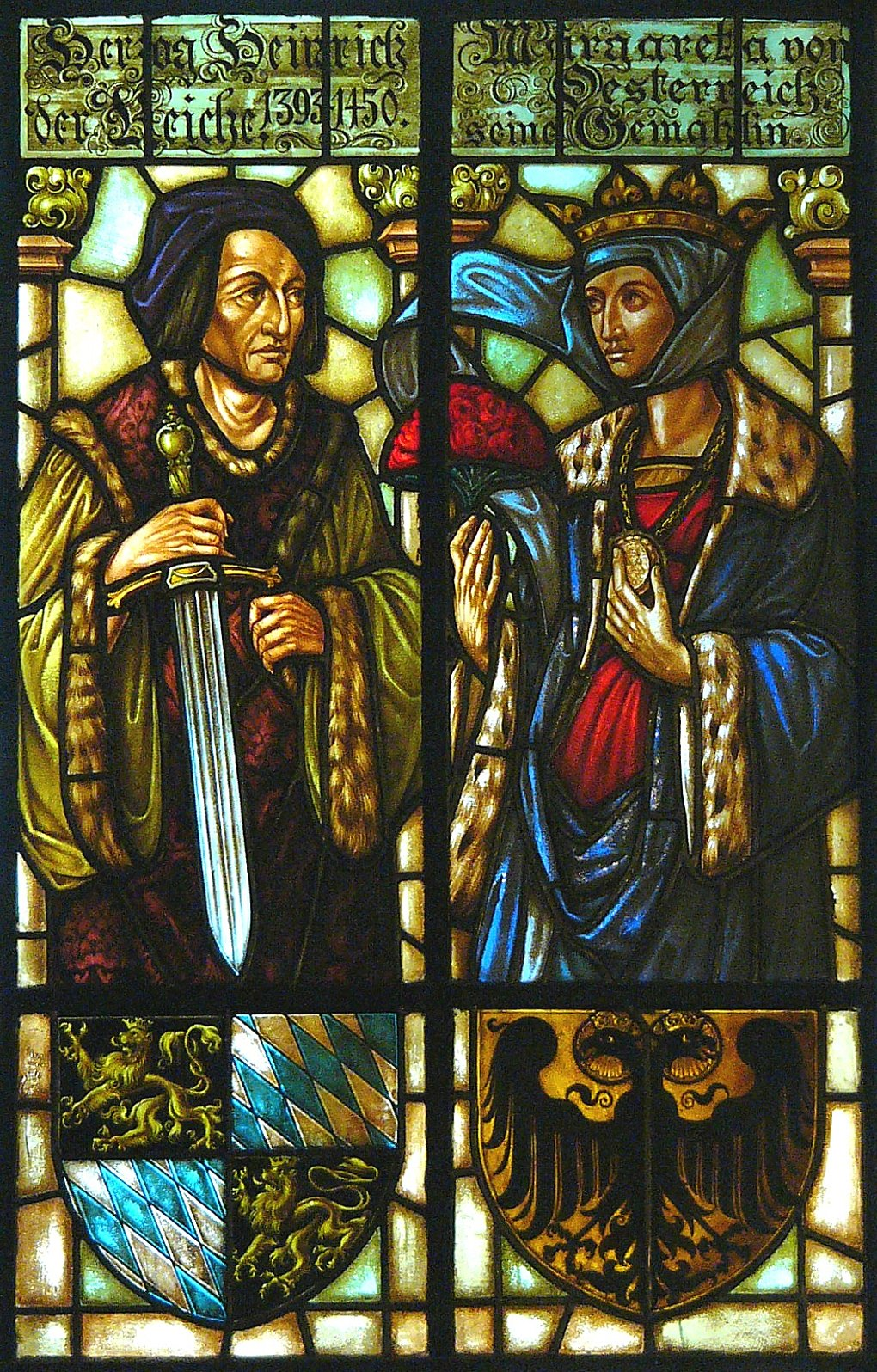
Hendrik XVI en Margaretha van Habsburg. Glasraam in het stadhuis van Landshut.

Hendrik XVI van Beieren, ook genoemd Hendrik IV van Neder-Beieren of Hendrik de Rijke (kasteel Burghausen, 1386 - kasteel Trausnitz in Landshut, 30 juli 1450), was hertog van het deelhertogdom Beieren-Landshut. Hij regeerde over Beieren-Landshut van 1393 tot zijn dood in 1450. Hendrik XVI is gekend voor zijn veroveringsstrijd van andere deelhertogdommen in Beieren alsook voor een kruisvaart naar Pruisen. 
Hij had geen interesse in de Nederlanden bij de verdeling van het hertogdom Beieren-Straubing-Holland.

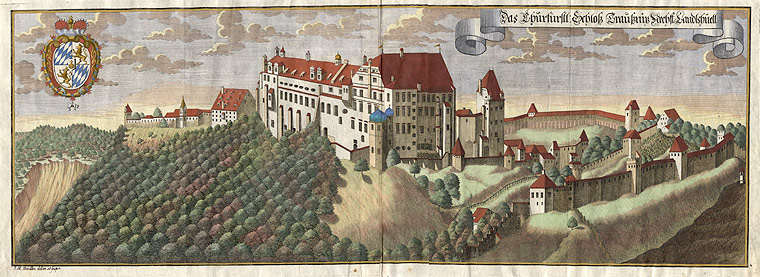
Kasteel Trausnitz, gelegen in Landshut. Hertogelijke residentie van Hendrik XVI.

## Familie
Hendrik XVI was een telg uit het huis Wittelsbach. Zijn vader was hertog Frederik van Beieren-Landshut en zijn moeder Maddalena, dochter van Bernabo uit het huis Visconti in Milaan. Hendrik XVI groeide op in de hertogelijke residentie, het reusachtige kasteel Trausnitz, gelegen in de hoofdstad Landshut. Zijn vader Frederik was de eerste hertog van Beieren-Landshut, ten gevolge van de 3e Beierse deling (1392). Beieren-Landshut was overigens het meest welvarende deelhertogdom in Beieren. 
Hendrik XVI was gehuwd met Margaretha van Habsburg (1395-1447), enige dochter van Albrecht IV van Oostenrijk. Zijn vrouw leefde grotendeels verbannen van het hof in Landshut en mocht de burcht van Burghausen niet verlaten.

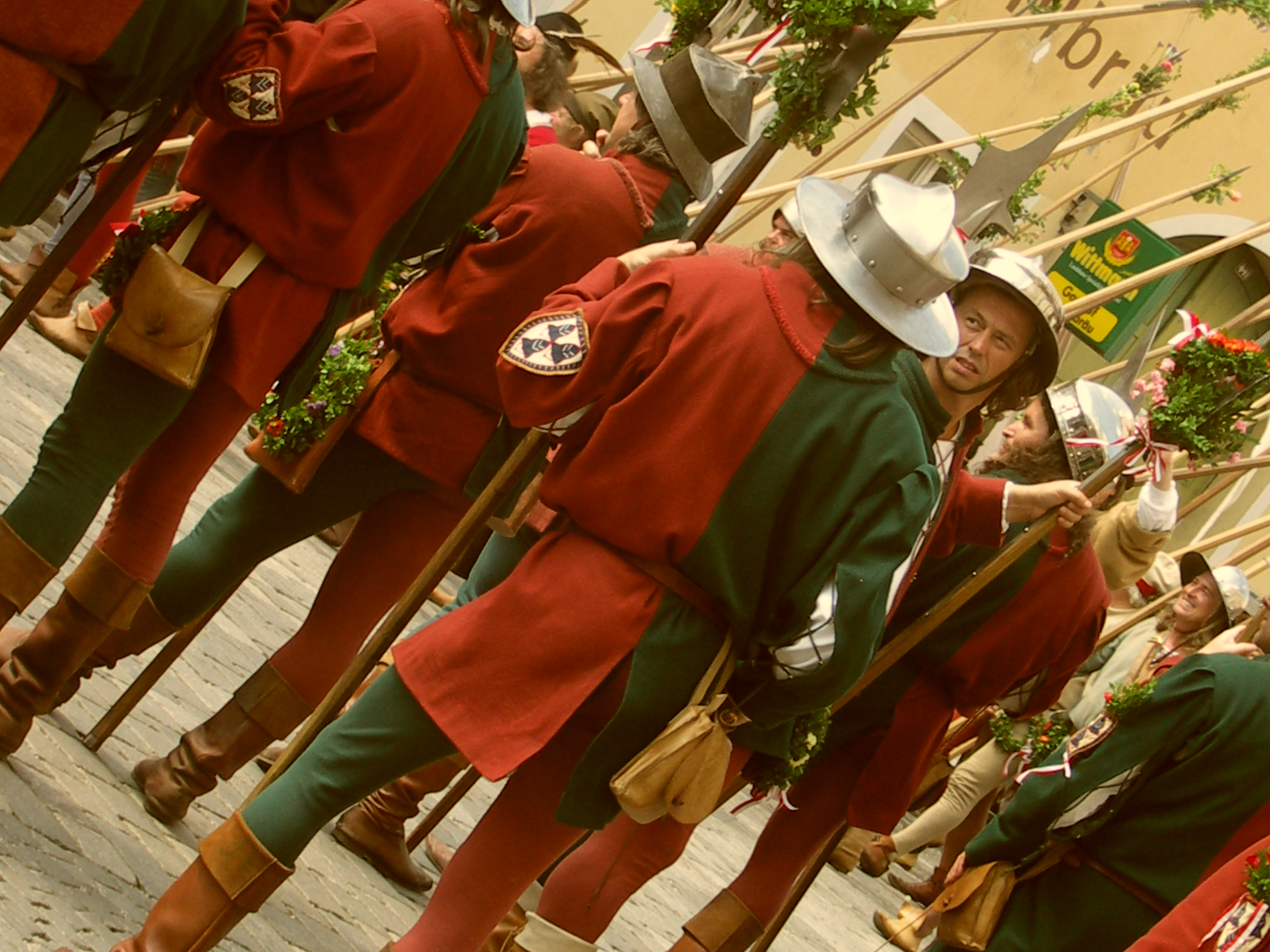
Militie van Landshut.

## Hertog van Beieren-Landshut
Door het onverwacht overlijden van zijn vader (1393) kwam de 6-jarige Hendrik XVI op de troon. Drie regenten bestuurden het hertogdom in zijn naam. Het waren zijn 2 ooms, hertog in de 2 andere deelhertogdommen Beieren-Ingolstadt en Beieren-München, alsook zijn moeder Maddalena Visconti. In 1401 beleende de Rooms-Duitse keizer Ruprecht, zelf een familielid Wittelsbach, hem met het hertogdom Beieren-Landshut. Hendrik XVI maakte zich progressief los van de bemoeienissen van zijn twee ooms. Zijn moeder stierf in 1404. 
Hendrik XVI zorgde ervoor dat hij persoonlijk alle benoemingen deed van leden van stadsbesturen en raden. Hij schafte de privilegies van de landsadel zo goed als volledig af. In de jaren 1404-1410 nam de opstand tegen zijn eigenzinnig beleid toe. Uiteindelijk laat Hendrik XVI in 1410 tientallen vooraanstaande opstandelingen terechtstellen. Elke samenzwering tegen hem was voortaan monddood. 

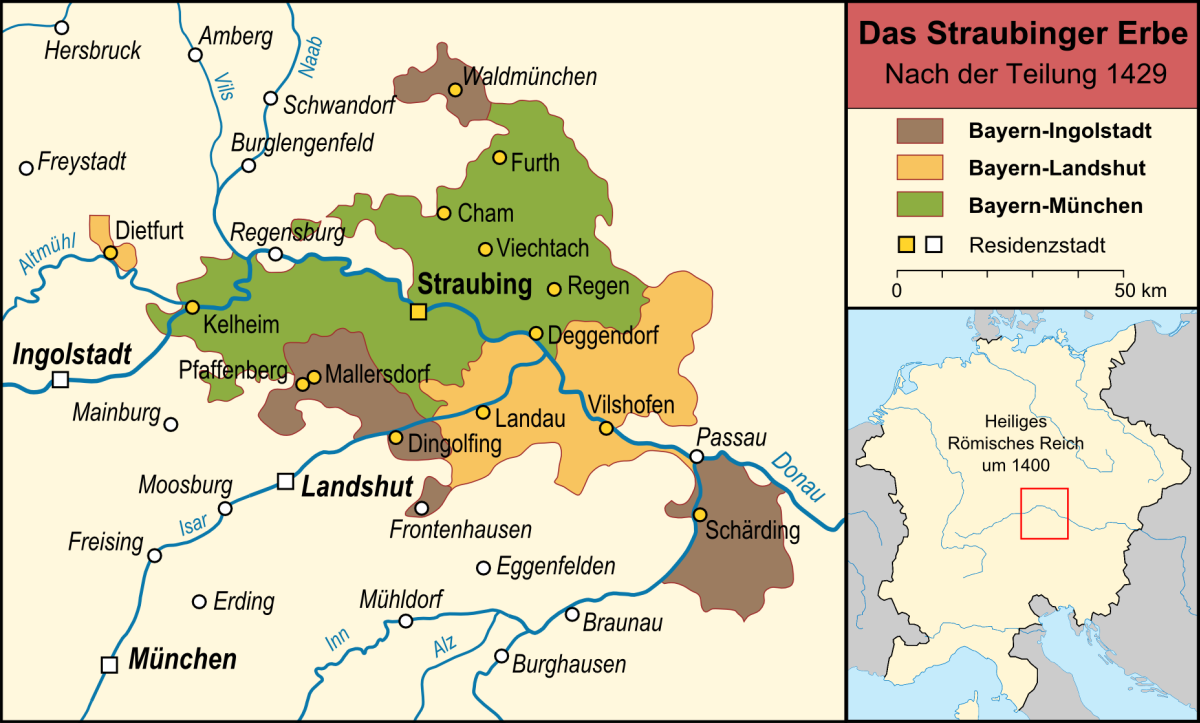
Verdeling van Beieren-Straubing-Holland (1429). Hendrik XVI's deel is in het geel weergegeven.

Hij concentreerde zich voortaan op het "buitenland". 
- Hij vocht meerdere oorlogen uit tegen zijn neef Lodewijk VII, hertog van Beieren-Ingolstad. Hendrik XVI allieerde zich met elke tegenstander van Lodewijk VII.
- De strijd met zijn neef nam een pauze (1422-1423) toen Hendrik XVI op kruisvaart trok naar Pruisen[4], tezamen met de Duitse Orde.
- Bij de verdeling van het hertogdom Beieren-Straubing-Holland (1425-1429) nam Hendrik XVI de steden Landau en Vilshofen, naast dorpen zoals Hengersberg, Eichendorf, Simbach, Plattling en het klooster van Niederalteich[5][6]. Dit was in oppervlak slechts een kwart van het grondgebied en hij nam helemaal niets van de graafschappen Zeeland-Holland-Henegouwen. Hendrik XVI had geen interesse in de Nederlanden, wat de hertogen van Bourgondië dan wel hadden. Hendriks politiek bestond er immers in het verdeelde Beieren te herenigen. Met Landau had hij een welvarende Beierse stad in handen.
- Pas in 1443 lukte het Hendrik XVI zijn grote rivaal Lodewijk VII te arresteren. Hendrik XVI vroeg nooit losgeld. Hij hield hem gevangen in de burcht van Burghausen en dit tot Lodewijks dood in 1447. Hendrik XVI annexeerde vervolgens het hertogdom Beieren-Ingolstadt. Keizer Frederik III keurde dit achteraf dan goed.
- Met het naburige deelhertogdom Beieren-München kwam Hendrik XVI tot een vergelijk over de overname van een aantal burchten.

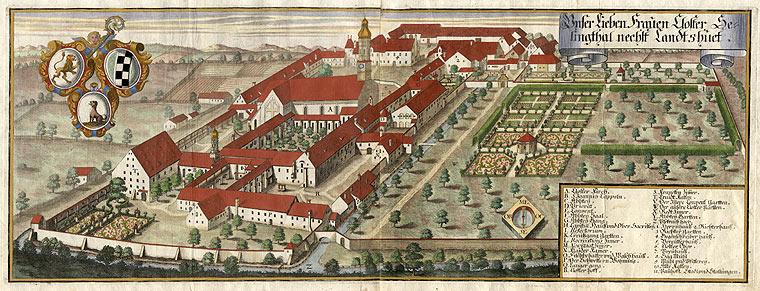
Abdij Seligenthal, waar Hendrik XVI begraven werd. Tekening van Michael Wening (1645-1718) in het boek Historico-Topographica Descriptio (München 18e eeuw).

## Relaties met kerkelijke staten
Hendrik XVI heeft steeds gezocht naar een verstandhouding met de prins-bisschoppen van Passau en van Salzburg. Hij steunde hen met geld en soldaten. Beide bisschoppen hadden immers een bisdom dat grotendeels onder de wereldlijke macht stond van de hertog van Oostenrijk, zijn schoonvader. Een pro-Oostenrijkse politiek paste in zijn realistisch opzet om zich militair op Beieren te concentreren. Hendrik XVI heeft overigens de Oostenrijkse verovering van Tirol de Oostenrijkers nooit kwalijk genomen. Zijn neven-hertogen van Beieren namen dit historisch verlies van Beiers grondgebied wel kwalijk. 

## Overlijden
Hendrik XVI overleed in 1450, mogelijks aan de pest, in kasteel Trausnitz. De staatsorganisatie van zijn verschillende gebieden was goed georganiseerd en zijn schatkist was volgens biografen goed gevuld. Zijn bijnaam "de Rijke" sloeg op hem, maar ook op zijn zoon en kleinzoon. 
Hendrik XVI werd begraven, naast andere Wittelsbachers van Beieren-Landshut, in de abdij van Seligenthal. Deze abdij van Cisterziënzerinnen ligt nabij Landshut. 
Zijn oudste zoon Lodewijk IX van Beieren, de Rijke, volgde hem op.

## Voorouders
| Voorouders van Hendrik XVI van Beieren (1386-1450) | Voorouders van Hendrik XVI van Beieren (1386-1450)                      | Voorouders van Hendrik XVI van Beieren (1386-1450)                      | Voorouders van Hendrik XVI van Beieren (1386-1450)                      | Voorouders van Hendrik XVI van Beieren (1386-1450)                      | Voorouders van Hendrik XVI van Beieren (1386-1450)                | Voorouders van Hendrik XVI van Beieren (1386-1450)                | Voorouders van Hendrik XVI van Beieren (1386-1450)                | Voorouders van Hendrik XVI van Beieren (1386-1450)                |
| -------------------------------------------------- | ----------------------------------------------------------------------- | ----------------------------------------------------------------------- | ----------------------------------------------------------------------- | ----------------------------------------------------------------------- | ----------------------------------------------------------------- | ----------------------------------------------------------------- | ----------------------------------------------------------------- | ----------------------------------------------------------------- |
| Overgrootouders                                    | Keizer Lodewijk de Beier (1282-1347) ∞ Beatrix van Silezië (1292-1322)  | Keizer Lodewijk de Beier (1282-1347) ∞ Beatrix van Silezië (1292-1322)  | Frederik II van Sicilië (1272-1337) ∞ Eleonora van Anjou (1289-1341)    | Frederik II van Sicilië (1272-1337) ∞ Eleonora van Anjou (1289-1341)    | Stefano Visconti (1287-1327) ∞ Valentina Doria (-)                | Stefano Visconti (1287-1327) ∞ Valentina Doria (-)                | Mastino II della Scala (1308-1351) ∞ Taddea da Carrara (-)        | Mastino II della Scala (1308-1351) ∞ Taddea da Carrara (-)        |
| Grootouders                                        | Stefanus II van Beieren (1319-1375) ∞ Elisabeth van Sicilië (1310-1349) | Stefanus II van Beieren (1319-1375) ∞ Elisabeth van Sicilië (1310-1349) | Stefanus II van Beieren (1319-1375) ∞ Elisabeth van Sicilië (1310-1349) | Stefanus II van Beieren (1319-1375) ∞ Elisabeth van Sicilië (1310-1349) | Bernabò Visconti (1319-1385) ∞ Beatrice della Scala (-1384)       | Bernabò Visconti (1319-1385) ∞ Beatrice della Scala (-1384)       | Bernabò Visconti (1319-1385) ∞ Beatrice della Scala (-1384)       | Bernabò Visconti (1319-1385) ∞ Beatrice della Scala (-1384)       |
| Ouders                                             | Frederik van Beieren (1339-1393) ∞ Maddalena Visconti (1366-1404)       | Frederik van Beieren (1339-1393) ∞ Maddalena Visconti (1366-1404)       | Frederik van Beieren (1339-1393) ∞ Maddalena Visconti (1366-1404)       | Frederik van Beieren (1339-1393) ∞ Maddalena Visconti (1366-1404)       | Frederik van Beieren (1339-1393) ∞ Maddalena Visconti (1366-1404) | Frederik van Beieren (1339-1393) ∞ Maddalena Visconti (1366-1404) | Frederik van Beieren (1339-1393) ∞ Maddalena Visconti (1366-1404) | Frederik van Beieren (1339-1393) ∞ Maddalena Visconti (1366-1404) |